# Westmorland

Lage von Westmorland

Westmorland (historisch auch Westmoreland) ist eine der 39 traditionellen Grafschaften Englands.  Hauptorte der Grafschaft sind Ambleside, Appleby-in-Westmorland (der Verwaltungssitz), Kendal, Kirkby Stephen, Milnthorpe und Windermere. Zu Westmorland gehören große Teile des Lake District National Park.
1974 wurde Westmorland zusammen mit Cumberland sowie Teilen von Lancashire und Yorkshire zur neuen Grafschaft Cumbria vereinigt.

## Gliederung
Anders als die meisten anderen Grafschaften, die in hundreds unterteilt wurden, war Westmorland in zwei Baronschaften (engl. baronies), Westmorland (manchmal auch Appleby) und Kendal, unterteilt. Diese wiederum bestanden aus je zwei wards: East ward und West ward in Westmorland und Kendal ward und Lonsdale ward in Kendal.
- Westmorland
  - East ward – Appleby, Brough, Kirkby Stephen, Orton, Tebay
  - West ward – Askham, Bampton, Barton, Patterdale, Shap, Yanwath

- Kendal
  - Kendal ward – Ambleside,  Burton-in-Kendal, Grasmere, Grayrigg, Kentmere, Kendal, Windermere
  - Lonsdale ward – Kirkby Lonsdale

Westmorland wird weiterhin als Gebietsname benutzt. So gibt es die Westmorland Gazette, die Westmorland County Agricultural Show und ein Westmorland Shopping Centre.